# Jabbalgudda, Koppal
Jabbalgudda là một làng thuộc tehsil Koppal, huyện Koppal, bang Karnataka, Ấn Độ.